# Clásico Cafetero
El Clásico Cafetero, también conocido como el Clásico del Eje Cafetero, representa la rivalidad entre tres equipos de fútbol colombianos que originalmente pertenecían al departamento de Caldas: Once Caldas, Deportivo Pereira y Deportes Quindío. Estos equipos son de las principales ciudades del eje cafetero y se han enfrentado en diversas competiciones, incluyendo la Categoría Primera A, Primera B y la Copa Colombia. Actualmente, dos de estos clubes compiten en la Categoría Primera A, mientras que uno participa en el Torneo de Ascenso del Fútbol Profesional Colombiano.

## Historia
La rivalidad entre las ciudades de Armenia, Pereira y Manizales se remonta a mediados del siglo XX, cuando las tres pertenecían al Departamento de Caldas. En ese entonces habían tensiones políticas y económicas en el departamento, debido al poco apoyo que recibían los entonces municipios de Pereira y Armenia por parte de su capital, Manizales.
Estas discrepancias incrementaron a mediados de los años 60 cuando Risaralda y Quindío lograron separarse de Caldas, convirtiéndose en la rivalidad cultural y social que se conoce hasta hoy.

## Estadísticas

### Deportivo Pereira vs. Once Caldas
Más conocido como el Clásico del Eje Cafetero, un clásico con un historial que favorece al Once Caldas notoriamente, la diferencia radica en los últimos 35 años, desde la década de los 90, se han enfrentado 108 veces, el equipo de Manizales ha ganado 44 veces, han empatado en 39 ocasiones y 25 partidos han sido victorias Matecaña; de (1961-1989) jugaron 121 partidos, Caldas ganó 44, Pereira 43 y en 34 oportunidades dividieron honores.
| Competición | PJ  | Pereira | Empate | Caldas |
| Liga        | 223 | 66      | 71     | 86     |
| Copa        | 6   | 2       | 2      | 2      |
| Total       | 229 | 68      | 73     | 88     |

Actualizado 3 de agosto del 2025.
En 1949 se enfrentaron por primera vez, entre Deportivo Pereira vs Deportes Caldas (Once Caldas en ese entonces), el primer partido en Manizales termina 5-4 a favor de los Caldenses y el encuentro disputado en la Perla del Otún concluye 1-0 a favor del visitante.
El Deportivo Pereira y Once Caldas como tal se enfrentaron por primera ocasión en 1961, ambos encuentros se impuso el cuadro Matecaña ante los albos 1-0 en condición de visitante y 3-1 en el Fortín de Libare.
Deportivo Pereira ha vencido al equipo albo en dos ocasiones por 5-1 en condición de local esto en 1964 y 1969: en una oportunidad ha ganado 5-2 eso en 1971; y su máxima victoria de visita fue de 2-4 en 1981, repasando los resultados más abultados que el cuadro Matecaña le ha propinado al conjunto de la ciudad de Manizales.
En cambio el equipo Manizaleño ha vencido en 4 ocasiones por el resultado de 5-1 a la plantilla Roji-Amarilla esto conseguido en (1979, 1996, 1997 y 2010) esto como local: también consiguiendo un 5-2 en el 2014 por Copa Colombia; el mayor número de anotaciones en un encuentro entre ambos, fue en la ciudad de Manizales donde el cuadro Blanco venció 7-3 al Deportivo Pereira esto en 1997 y la mayor victoria como visitante 1-4 en el Estadio Hernán Ramírez Villegas en una tarde de 1980.
La igualdad con más goles se dio el 6 de marzo del 2013 empate a 4 en la ciudad Caldense en la fase de grupos de la Copa Colombia en el Estadio Palogrande.
En la Primera división se enfrentaron en los cuadrangulares semifinales del Torneo Apertura 2006 en el Grupo A.
En el Campeonato Colombiano 1997 el cuadro matecaña  descendió a la segunda división al perder en la última fecha 0-1 de local con el equipo blanco.

### Deportes Quindío vs. Deportivo Pereira
Tomó relevancia desde que el onceno matecaña se encontraba en la segunda división del rentado nacional, siendo este un clásico bastante parejo en cuanto a duelos ganados por ambas Instituciones. En el torneo de ascenso, cuyabros y matecañas se enfrentaron en los cuadrangulares del torneo apertura y finalización de la Primera B 2019.
| Competición | PJ  | Quindío | Empate | Pereira |
| Primera     | 185 | 67      | 48     | 70      |
| Segunda     | 26  | 9       | 2      | 15      |
| Copa        | 16  | 9       | 5      | 2       |
| Total       | 227 | 85      | 55     | 87      |

Actualizado 12 de octubre de 2021.
El primer encuentro entre ambos se remonta al año 1951 en la ciudad de Pereira, donde el equipo local venció 4-2 a los cafeteros; y el partido de vuelta en la ciudad milagro terminó en un empate a 2 tantos.
El Pereira ha conseguido buenos resultados en condición de local. El cuadro Matecaña ha derrotado en 3 ocasiones al equipo de Armenia por un resultado de 5-2 esto en (1968, 1976 y 1980); también los ha sometido por un resultado 5-0, esto en 1963 y 1984 y además consiguiendo este mismo resultado en condición de visita a la ciudad de Armenia en el Estadio San José esto en 1952, siendo este la mayor goleada en esta condición.
Por su parte el Deportes Quindío ha conseguido encajarle 7 goles en más de una ocasión, estas en 1953 que salieron triunfantes 7-2 y en 1956 la victoria fue por un marcador de 7-1 esto en su condición de local; también le ha marcado en dos ocasiones una manita (5-0) en (1957, 1984); Y la mejor victoria en condición de visitante fue un (3-5) propinado en 1953
La igualdad con mayor número de anotaciones ha sido por un marcador de (3-3) esto ocurrido en dos momentos en (1981, 1987).
En segunda división el marcador más abultado es para el equipo milagroso, ganándole 4-0 al Deportivo Pereira en el 2015, en el Estadio Centenario de Armenia.

### Deportes Quindío vs. Once Caldas
Ambos equipos en Primera división tuvieron la posibilidad de enfrentarse en los cuadrangulares semifinales del Torneo Finalización 2010.
| Competición | PJ  | Quindío | Empate | Caldas | Goles Quindío | Goles Caldas |
| Primera     | 187 | 51      | 56     | 80     | 221           | 278          |
| Copa        | 8   | 3       | 2      | 3      | 7             | 7            |
| Total       | 195 | 54      | 58     | 83     | 228           | 285          |

Actualizado 7 de abril de 2022.